# A todo color (suplemento)
A todo color fue un suplemento de historietas publicado por el diario barcelonés La Prensa entre 1953 y 1956. A partir de su número 56, cambió su título a Aventuras y amenidades de La Prensa, pasando a publicarse en blanco y negro con un tamaño tabloide. Estaba coordinado por Josep Toutain.

## Contenido
Sus historietas procedían de la agencia Histograf:
| Años        | Números    | Título                                | Guionista                                   | Dibujante        |
| ----------- | ---------- | ------------------------------------- | ------------------------------------------- | ---------------- |
| 27/08/1953  | 38, 41, 53 | Sylvia Millones                       | José Toutain                                | José Toutain     |
| 1953        |            | Raf Mc. Lane                          | Ricardo Acedo                               | Antonio Bernal   |
| 1953        |            | Pito el soldado pequeñito             | Tunet Vila                                  | Tunet Vila       |
| 1953        |            | Operación Satélite/El Capitán Espacio | Víctor Mora                                 | Jaime Rumeu      |
| 17/09/1953- | 41-        | Peter Kane                            | Ricardo Acedo                               | F. Javier        |
| 15/10/1953  | 45         | Don Cornelio                          | Roberto Segura                              | Roberto Segura   |
| 22/10/1953  | 46         | Sin palabras                          | López Espí                                  | López Espí       |
| 29/10/1953  | 47         | Juan Espíritu                         | Monzón                                      | Monzón           |
| 05/11/1953  | 48-        | Shimba el sanguinario                 | Vicente Ramos, José Morante, Enrique Cerdán |                  |
| 24/12/1953  | 55         | Haciendo el indio                     | Francisco Ibáñez                            | Francisco Ibáñez |
| 1954        |            | Spectrum                              | José Grau                                   | José Grau        |
| 1954        |            | Raúl Metralleta                       | López Blanco                                | López Blanco     |
| 1954        |            | Dinah en la reina de Angkor           | Carlos Laffond                              | Carlos Laffond   |
| 1954        |            | Estirpe de luchadores                 | González Casquel                            | García Pizarro   |
| 1954        |            | Hen Tiger                             | Alfredo Ibarra                              | Alfredo Ibarra   |